# Mohamed Abdou
Mohamed Abdou (pseudoniem van Mohamed Jean Veneuse) is een Egyptische geleerde en islamitische anarchist. In 2022 publiceerde hij Islam and Anarchism, een boek dat een compatibiliteit tussen de islam en anarchisme betoogt. Na opmerkingen over de Hamas-aanval in Israël 2023 verloor hij zijn contract als hoogleraar Moderne Arabistiek aan de Columbia-universiteit.

## Biografie
Mohamed Jean Veneuse werd geboren in Egypte. Zijn pseudoniem "Mohamed Abdou" is een verwijzing naar Mohammed Abdoe, een Egyptische moefti en islamitische hervormer.
In 2022 werd zijn boek Islam and Anarchism: Relationships and Resonances gepubliceerd. Het boek, gebaseerd op zijn masterdissertatie van 2009, stelt een theorie voor die de compatibiliteit tussen de islam en anarchisme aantoont.

Op 16 januari 2024 werd hij benoemd tot gasthoogleraar Moderne Arabistiek aan de Columbia-universiteit. Zijn contract met de universiteit werd beëindigd na uitspraken over Hamas in oktober 2023, enkele dagen na de Hamas-aanval in Israël in 2023. Tijdens een Amerikaanse congreszitting in april 2024 interpreteerde het Republikeinse congreslid Elise Stefanik zijn uitspraken als steunbetuigingen voor de aanval, en vroeg ze Columbia-president Minouche Shafik waarom hij nog hoogleraar was bij de universiteit. Na de beëindiging van zijn contract spande Abdou een rechtszaak aan tegen de universiteit en de president wegens laster en "verlies van academische vrijheid."